# База данни и информационна система за антики в Йордания
Базата данни и информационната система за антики в Йордания (с абревиатура на английски: JADIS) е онлайн база данни за антики в Йордания, тя е първа по рода си в арабския свят. Създадена е през 1990 г. от Департамента по антиките на Йордания, в сътрудничество с Американския център за ориенталски изследвания в Аман. Спонсорирана е от Агенцията за международно развитие на САЩ. През 2002 г. е заменена от нова система – MEGA-J. В базата данни са регистрирани над 10 841 антики.
Въведение и печатно резюме на базата данни са публикувани от Департамента по антиките през 1994 г., с редактор Гаетано Палумбо.